# ローウェル・フルソン
ローウェル・フルソン (Lowell Fulson、1921年3月31日 – 1999年3月7日)は、アメリカ合衆国のブルース・ギタリスト、シンガー、ソングライターである。ウェスト・コーストのスタイルが特徴であった。契約上の都合からLowell FullsomあるいはLowell Fulsom（ローウェル・フルソム）名義でのレコーディングもある。T-ボーン・ウォーカーに続く世代として、彼はウェスト・コースト・ブルースの最重要人物のひとりであった。

## 来歴

### 幼少期
フルソンはオクラホマ州アトカのチョクトー族保留地にて、メイミーとマーティンのフルソン夫妻の子として生を受けた。彼によると父方の祖先はチェロキー族であったが、チョクトー族の祖先もいたという。父親はローウェルの幼少期に殺害され、その数年後に彼は母親、兄弟とともにオクラホマ州内のクラリータに移住、コールゲートへ通学するようになった。

### ミュージシャンとしてのキャリア
18歳のとき、フルソンはオクラホマ州エイダに移住し、1940年の数か月間の間、テキサス出身のブルースマン、アルジャー・"テキサス"・アレクザンダーと行動を共にしたが、その後カリフォルニア州に移住しバンドを結成。そこには若きレイ・チャールズとテナー・サクソフォーン奏者のスタンリー・タレンタインが在籍していた。フルソンは1943年に軍隊に召集され、1945年まで米国海軍で兵役を務めた。

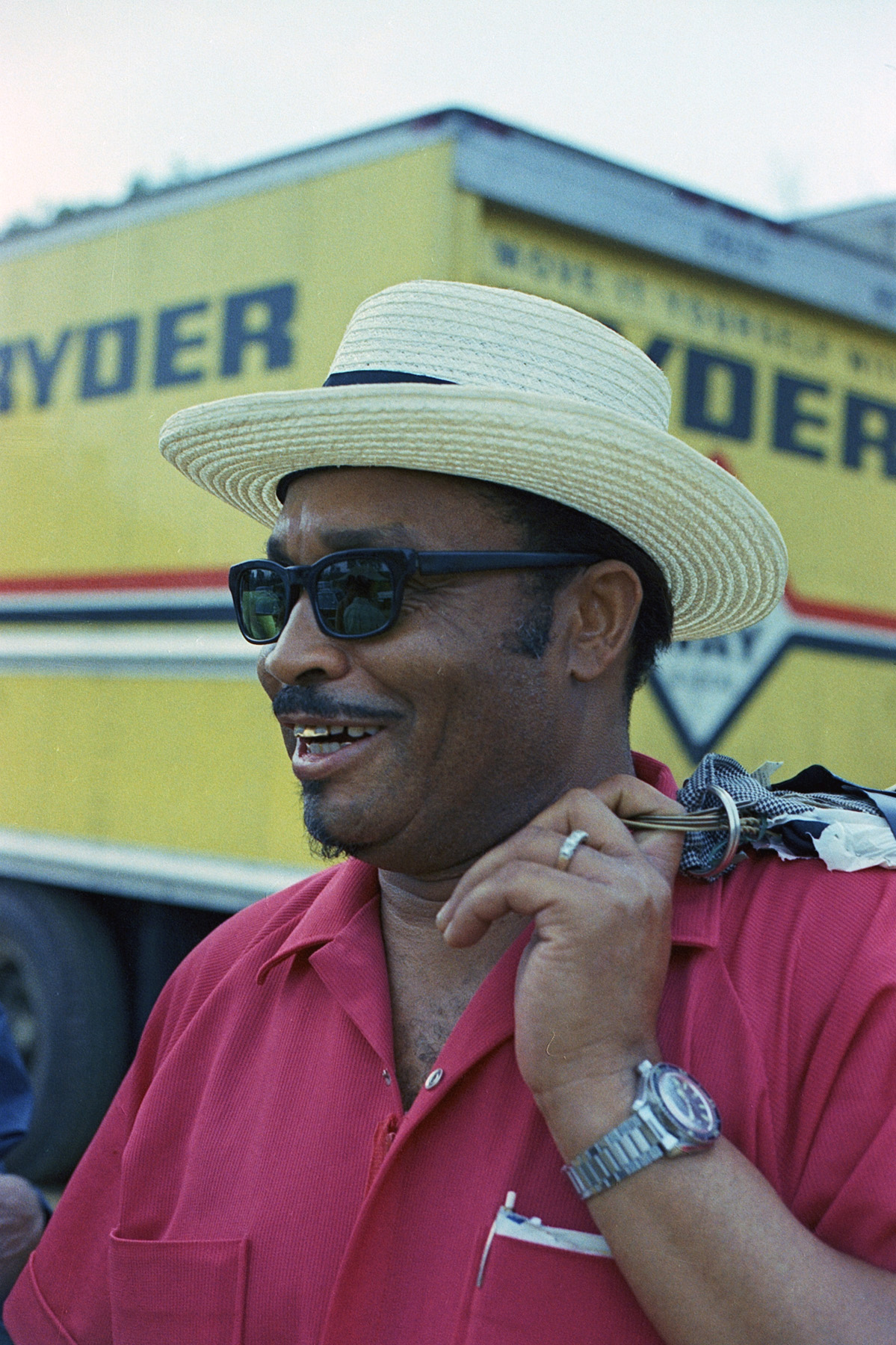
1970年、アナーバー・ブルース・フェスティバル（ミシガン州）にて

フルソンは、1940年代にスウィングタイム・レコードにレコーディング、1950年代にはチェス傘下のチェッカー、1960年代にはケント、1980年代から90年代にかけてはラウンダー傘下のブルズアイ・ブルースにレコーディングをしている。彼はB.B.キング初のヒット曲となったことでも知られる「3 O'Clock Blues」を始め、ブルースのスタンダート曲となった「Reconsider Baby」、ジミー・マクラクリンとの共作「Tramp」などの楽曲を書いている。1965年の「Black Nights」は10年ぶりのヒットとなったが、その2年後の1967年にリリースした「Tramp」はそれを凌ぐ好成績を示し、彼をR&Bのスターに再び押し上げる結果となった。1966年に弟のロバート・フルソンが元レイレッツのマージー・ヘンドリックスと結婚。彼らは1968年に離婚するまでの間、ローウェルとともにステージに立っている。
「カリフォルニア・ブルース：スウィングタイム・トリビュート」と銘打ったショーが1993年にカリフォルニア州オークランドのパラマウント劇場で開催された。出演者にはジョニー・オーティス、チャールズ・ブラウン、ジェイ・マクシャン、ジミー・ウィザースプーン、ジミー・マクラクリン、アール・ブラウンといった面々が名を連ねた。フルソンの最後のレコーディングとなったのは、ジミー・ロジャーズとのデュエットの「Every Day I Have The Blues」で、1999年にアトランティック・レコードからリリースとなったロジャーズのアルバム『The Jimmy Rogers All-Stars: Blues, Blues, Blues』に収録されている。

### 死
フルソンは1999年3月7日、カリフォルニア州ロングビーチにて死去した。77歳だった。彼のパートナーだったティナ・メイフィールドによると死因は腎不全、糖尿病、うっ血性心不全による合併症であった。フルソンには子息が4人、孫が13人いる。彼はカリフォルニア州イングルウッドのイングルウッド・パーク墓地に埋葬されている。

## 受賞歴
- 1993年：ブルースの殿堂入り
  - 同年、「Reconsider Baby」がブルースの殿堂のブルース・レコーディングの古典（シングルまたはアルバム）を受賞
  - 同年、『Hold On』がブルース音楽賞の年間トラディショナル・アルバム賞を受賞
  - 同年、リズム・アンド・ブルース・ファウンデーションのパイオニア賞受賞
- 1995年：『Them Update Blues』がグラミー賞の最優秀トラディショナル・ブルース・アルバム賞にノミネート
  - 同年、「Reconsider Baby」がロックの殿堂の「ロックンロールを形作った500曲」入り
- 2010年：『Hung Down Head』がブルースの殿堂のブルース・レコーディングの古典（アルバム）を受賞

## ディスコグラフィー（一部抜粋）

### チャート入りしたシングル
| 年     | 題名                             | レーベル   | R&B 最高位 |
| ------ | -------------------------------- | ---------- | ---------- |
| 1948年 | 「Three O'Clock Blues」          | Down Town  | 6          |
| 1949年 | 「Come Back Baby」               | Downbeat   | 13         |
| 1950年 | 「Every Day I Have the Blues」   | Swing Time | 3          |
| 1950年 | 「Blue Shadows」                 | Swing Time | 1          |
| 1950年 | 「Lonesome Christmas (I & II) 」 | Swing Time | 7          |
| 1950年 | 「Low Society Blues」            | Swing Time | 8          |
| 1951年 | 「I'm a Night Owl (I & II) 」    | Swing Time | 10         |
| 1954年 | 「Reconsider Baby」              | Checker    | 3          |
| 1955年 | 「Loving You」                   | Checker    | 14         |
| 1965年 | 「Black Nights」                 | Kent       | 11         |
| 1967年 | 「Tramp」                        | Kent       | 5          |
| 1967年 | 「Make a Little Love」           | Kent       | 20         |
| 1967年 | 「I'm a Drifter」                | Kent       | 38         |
| 1976年 | 「Do You Love Me」               | Granite    | 78         |

### アルバム
| 年     | 題名                    | レーベル               |
| ------ | ----------------------- | ---------------------- |
| 1962年 | 『Lowell Fulson』       | Arhoolie               |
| 1965年 | 『Soul』                | Kent                   |
| 1967年 | 『Let's Go Get Stoned』 | Kent                   |
| 1967年 | 『Tramp』               | Kent                   |
| 1969年 | 『Now!』                | Kent                   |
| 1969年 | 『In a Heavy Bag』      | Jewel                  |
| 1970年 | 『Hung Down Head』      | Chess                  |
| 1973年 | 『I've Got the Blues』  | Jewel                  |
| 1975年 | 『Ol' Blues Singer』    | Granite                |
| 1984年 | 『One More Blues』      | Black & Blue           |
| 1988年 | 『It's a Good Day』     | Rounder                |
| 1992年 | 『Hold On』             | Bullseye Blues/Rounder |
| 1995年 | 『Them Update Blues』   | Bullseye Blues/Rounder |

### コンピレーション
| 年     | 題名                                                                        | レーベル                         |
| ------ | --------------------------------------------------------------------------- | -------------------------------- |
| 1965年 | 『The Blues Came Rollin' In』                                               | International Polydor Production |
| 1969年 | 『San Francisco Blues』                                                     | Fontana                          |
| 1972年 | 『In A Heavy Bag』                                                          | Polydor                          |
| 1975年 | 『Lowell Fulson (Early Recordings)』                                        | Arhoolie                         |
| 1976年 | 『Lowell Fulson (Chess Blues Masters)』                                     | Chess                            |
| 1980年 | 『Man On The Run』                                                          | P-Vine                           |
| 1981年 | 『Swing Time In The Big Town: Rare And Unreleased Recordings 1946-1953』    | B & E                            |
| 1982年 | 『1946-57』                                                                 | Blues Boy                        |
| 1984年 | 『Every Day I Have the Blues』                                              | Kent                             |
| 1985年 | 『The Blues Got Me Down』                                                   | Diving Duck                      |
| 1986年 | 『Baby Won't You Jump With Me』                                             | Crown Prince                     |
| 1986年 | 『Blue Days, Black Nights』                                                 | Ace                              |
| 1987年 | 『I Don't Know My Mind』                                                    | Bear Family                      |
| 1989年 | 『"Getting Down" - 20 Blues Classics』                                      | Blue City                        |
| 1989年 | 『So Many Tears』                                                           | Vogue                            |
| 1989年 | 『Reconsider Baby』                                                         | Charly R&B                       |
| 1991年 | 『Swingin' Party』                                                          | Fan Club                         |
| 1991年 | 『Back Home Blues』                                                         | Night Train Int'l                |
| 1994年 | 『Sinner's Prayer』                                                         | Night Train Int'l                |
| 1995年 | 『Every Day I Have The Blues』                                              | Night Train Int'l                |
| 1996年 | 『Mean Old Lonesome Blues』                                                 | Night Train Int'l                |
| 1997年 | 『The Complete Chess Masters (50th Anniversary Collection)』                | Chess/MCA                        |
| 2001年 | 『I've Got The Blues (... And Then Some)』 (The Jewel Recordings 1969-71)   | Westside [UK]                    |
| 2002年 | 『The Complete Kent Recordings 1964-1968』                                  | P-Vine                           |
| 2004年 | 『1946-1953, Vols. 1-4』(Complete Big Town, Downbeat/Swing Time recordings) | JSP                              |

ジョン・リー・フッカーの作品への客演
- 1970年 『I Feel Good!』 (Carson)
- 1970年 『I Wanna Dance All Night』 (America)

ジョン・リー・フッカーの作品への客演
- 1970年 『I Feel Good!』 (Carson)
- 1970年 『I Wanna Dance All Night』 (America)